# Pestfriedhof

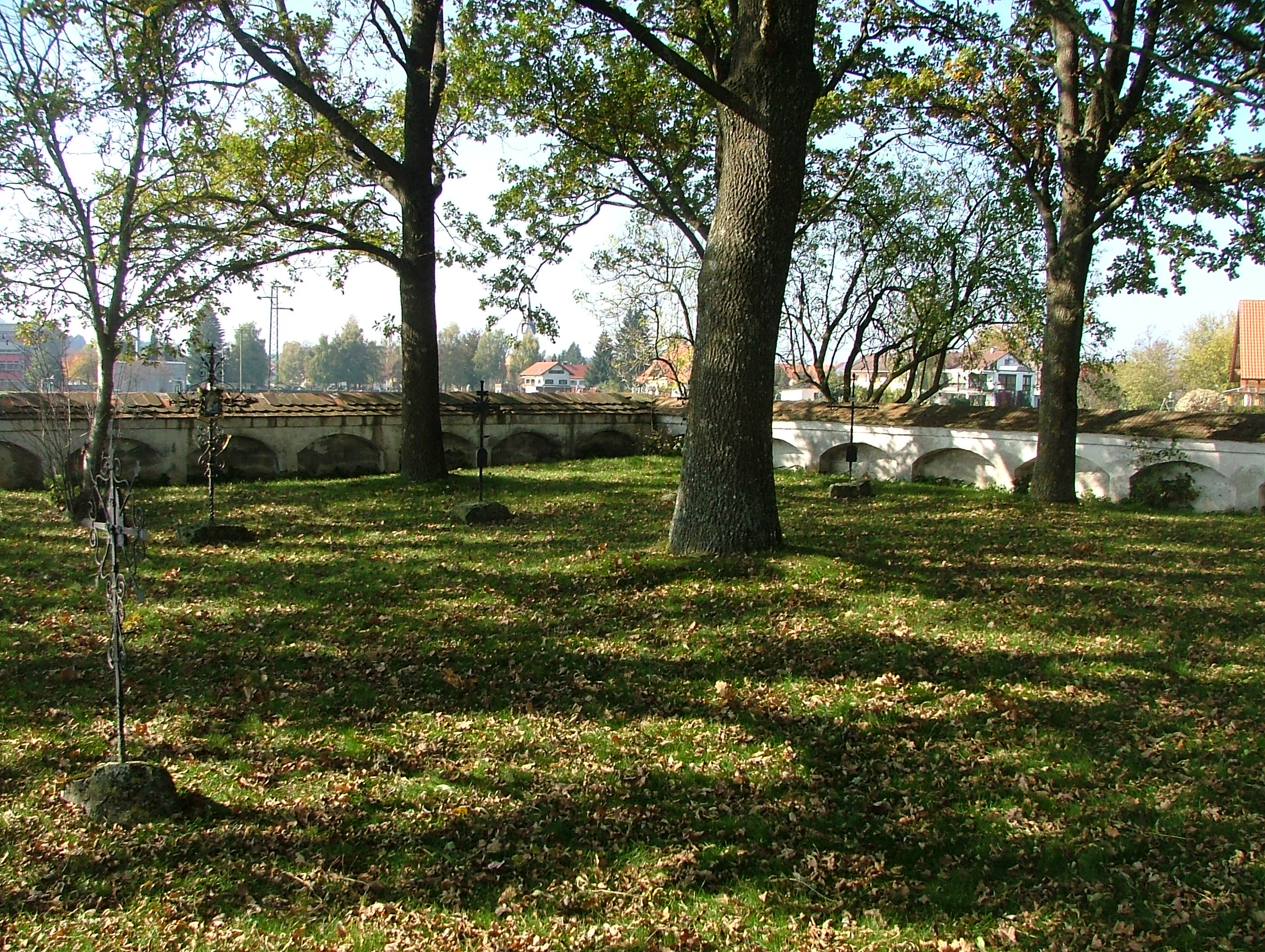
Pestfriedhof bei der Wallfahrtskirche Maria Schnee in Legau

Der Pestfriedhof war ein ab dem Mittelalter abseits der Siedlungszentren angelegter Begräbnisplatz zur schnellen Bestattung von Seuchenopfern, namentlich solcher der Pest. Er ergänzte damit im Regelfall den Kirchhof, auf dem die Verstorbenen gewöhnlich mit einer kirchlichen Zeremonie beerdigt wurden.
Während der Dauer solcher Epidemien wurden die Opfer häufig schnell und ohne jegliche Zeremonie begraben, teilweise in Massengräbern. Erst nach Abklingen der Seuche wurden oft gemeinsame kirchliche Zeremonien für alle Begrabenen nachgeholt.
Viele Pestfriedhöfe wurden spätestens im 19. Jahrhundert geschlossen, meist sogar früher; bisweilen wurden sie jedoch auch weiter genutzt, wie beispielsweise der ehemals durch Diakonissen in Radebeul-Kötzschenbroda genutzte Alte Friedhof, der noch heute als Begräbnisstätte offen ist.

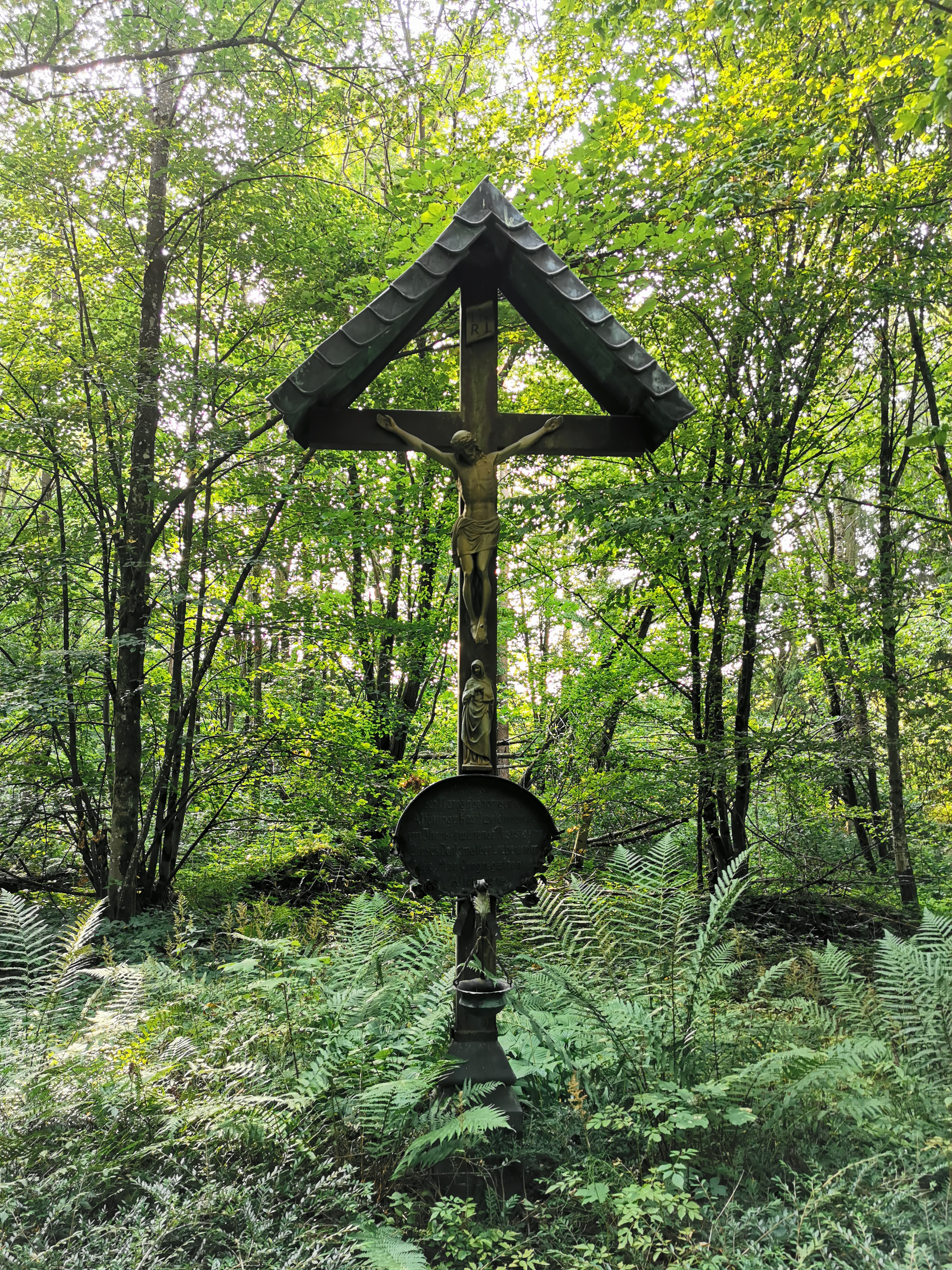
Kreuz am historischen Pestfriedhof im Wald zwischen Kastl und Altötting

An Pestfriedhöfe erinnern gelegentlich erhaltene Pestkreuze.

## Deutschland
- Pestfriedhof Zell, Eisenberg, Allgäu
- Pestfriedhof bei Kohlhunden, Stadt Marktoberdorf im Landkreis Ostallgäu
- Gertrudenfriedhof, ein mutmaßlicher Pestfriedhof vor dem Dänischen Tor, Kiel, mit mindestens 100 Skeletten[1]
- Pestfriedhof zwischen Kastl und Altötting
- auf einer ehemaligen Wiese in Tanna[2]
- Pestfriedhof Nürnberg
- Pestfriedhof Welbergen, Stadt Ochtrup, NRW
- Ehemalige Pestfriedhöfe in Radebeul, Sachsen
- Pestfriedhof Leiberg (Bad Wünnenberg), NRW
- Pestfriedhof, Teutschenthal Bahnhof, Sachsen-Anhalt[3]

## Schweiz
- Cimetière des pestiférés, Le Boéchet in der Gemeinde Les Bois, Jura, Schweiz[4]

## Tschechien
Zu den gut erhaltenen oder restaurierten Pestfriedhöfen gehört der von Žďár nad Sázavou in Tschechien.